# Crise diplomática
Crise diplomática ou crise internacional é uma situação grave nas relações internacionais, mais importante que um affaire ("assunto") ou incidente diplomático, posto que ameaça gravemente a paz e pode conduzir a uma guerra. Trata-se de "uma sucessão de interações entre os governos de dois ou mais Estados soberanos, em conflito grave e curto de guerra real, mas que envolve a percepção de uma perigosamente elevada probabilidade de guerra".  Também pode ocorrer que um incidente diplomático ou internacional, inicialmente menor, se agrave em uma verdadeira crise de grande magnitude.
As crises diplomáticas podem ser resolvidas pacificamente por via diplomática (negociação bilateral ou multilateral, mediação, arbitragem, encaminhamento para instituições internacionais, etc.), o que significa que uma ou ambas as partes cedem em suas reivindicações originais; se não for o caso, será resolvida por via dos fatos, com cada uma das partes interessadas procurando satisfação mediante a força.
Tanto as crises como os incidentes diplomáticos são situações pontuais, de duração limitada, dentro de um conflito, litígio ou questão diplomática, que, ao contrário dos incidentes e das crises, podem ser mantidos ao longo do tempo (em alguns casos por séculos: como a Questão do Oriente, a Questão de Gibraltar, a Questão das Malvinas, a disputa pela Alsácia-Lorena, a Questão da Coreia, a Disputa pelo Mar da China Meridional, o Conflito na Caxemira ou o Conflito árabe-israelense) sob todo o tipo de relações entre os países em conflito, ainda que temporariamente inativado como um "conflito congelado".